# Rune Kampe
Rune Kampe (* 23. September 1971) ist ein dänischer Snookerspieler aus Kopenhagen, der 13 Mal die dänische Snooker-Meisterschaft und einen weiteren Titel bei der dänischen Meisterschaft im Six-Red-Snooker gewinnen konnte. 2015 gewann er auch die nordische Meisterschaft.

## Karriere
Kampe kommt aus Kopenhagen. Nach dem Karrierebeginn bei einem Verein aus Valby spielte Kampe ab Mitte der 1990er beim BK Stjernen. Seit mindestens 2009 trat er dann aber für einen Verein aus der Albertslund Kommune auf, bis er 2014 zu einem Club aus der Frederiksberg Kommune wechselte.
1994 wurde Kampe erstmals dänischer Meister. Anschließend schied er in der Gruppenphase der Amateurweltmeisterschaft aus. Zwei weitere Titel folgten Ende der 1990er, zusammen mit mittelmäßigen Ergebnissen bei internationalen Turnieren. Allerdings erreichte er das Achtelfinale der Amateurweltmeisterschaft 1997. Zwischen 2002 und 2004 wurde Kampe dann dreimal in Folge Meister, 2005 Vize-Meister. Im Anschluss an diese Erfolge nahm Kampe auch jeweils an internationalen Turnieren teil, schied aber häufig früh aus. Bei der nordischen Meisterschaft 2003 und der Europameisterschaft 2004 zog er aber immerhin ins Viertelfinale ein. Zusätzlich nahm er an der Qualifikation für die Snookerweltmeisterschaft 2004 und 2005 an einem Event der Pontin’s International Open Series teil.
Ab 2010 war Kampe regelmäßiger Teilnehmer an Events der Players Tour Championship, seltener auch an Events der Q School. Viel wichtigere Erfolge feierte er aber als Amateur, denn er wurde zwischen 2010 und 2016 jährlich dänischer Meister, gewann in dieser Zeit auch einen Titel im Six-Red-Snooker. In diesem Zeitraum nahm er erneut regelmäßig an internationalen Turnieren teil, doch die Ergebnisse waren überaus mittelmäßig. Seltene Erfolge feierte er vor allem bei der nordischen Meisterschaft, die er 2015 gewann, und der Senioren-Europameisterschaft, des Weiteren auch beim German Grand Prix. Danach konnte er in Dänemark nur noch wenige Erfolge feiern und zog sich von der internationalen Bühne zurück.